# Salasso incruento
Il salasso incruento, definito in gergo "salasso bianco", è una manovra di emergenza che ha lo scopo di confinare il sangue nelle regioni periferiche del corpo, in particolare gli arti, per cercare di ridurre l'apporto di liquidi verso i polmoni ed evitare di affaticare troppo il cuore; generalmente si può mettere in atto per prevenire o mitigare gli effetti di un edema polmonare in un soggetto a rischio o già colpito, nelle fasi di soccorso e trasporto verso l'ospedale.

## Procedura
Si realizza, se possibile e non sconsigliato da altre evidenze, ponendo il soggetto in posizione seduta o semiseduta e stringendo la radice di tre arti con una legatura stretta, ma non al punto di bloccare completamente la circolazione sanguigna, che deve invece essere solo rallentata; il quarto arto è lasciato libero.
Dopo qualche minuto dall'applicazione si procede alla rotazione delle legature, liberando uno degli arti e legando l'arto rimasto libero. Proseguendo in tali rotazioni ad intervalli di qualche minuto, avremo che a turno uno degli arti rimarrà libero, potendo così fruire della normale circolazione sanguigna.